# Лысенко, София Алексеевна
София Алексеевна Лысенко (белор. Лысенка Сафія Аляксееўна; 1922, д. Валява, Киевская область — 2001) — доктор филологических наук (1990), профессор. Награждена Почётной грамотой министерства высшего и среднего специального образования БССР, грамотой Верховного Совета БССР, 16 орденами и медалями.

## Биография
Родилась в 1922 г. в д. Валява Киевской области (Украина).
В 1937 г. поступила в Киевский государственный университет на филологический факультет.
В первые дни войны ушла добровольцем на фронт.
После войны работала в Читинской СШ № 3 директором и преподавала русскую литературу.
В 1946 переехала в Хабаровск, где работала инспектором районного отдела образования.
В 1949 г. поступила во Львовский государственный университет им. И. Франко, окончила его в 1950 году и получила квалификацию филолога.
С 1950 по 1956 г. учитель русской литературы в СШ № 28 г. Минска.
С 1956 работала в Белорусском государственном университете на кафедре русской литературы. Кандидатскую диссертацию защитила в 1958 г. Тема докторской диссертации: «Стилевые течения в советской драматургии 20- 30-х годов: Романтика. Гротеск» (1990).

## Научная деятельность
Основные направления научной деятельности: историческая проза (творчество М. Рыбакова, В. Форш, А. Чапыгина, А. Толстого, В. Шишкова, В. Шукшина и др.), Драматургия (ВОС. Вишневский, А. Луначарский, Ю. Яновский, Е. Голан, М. Горький, Е. Шварц и др.).
Автор монографии «Романтика борьбы и созидания: романтическое стилевое течение в советской драматургии 20-30-х годов». Автор более 250 статей.
Основные публикации: «Советская драматургия 20-х годов» (1979); «Условно-гротескное стилевое течение в русской драматургии 20—30-х гг. XX в» (1996); «Концепция национальной истории в романе В. Шишкова „Емельян Пугачёв“» / Сборник материалов конференции «Міцкевіч і сусветная культура» (1999); Смысл гротеска // Мова и культура. Вып. 1. Т. 4. Кіеў, 2000.

## Награды
Награждена 16-ю правительственными наградами (ордена, медали), в том числе медалью «За победу над Японией», Почётной грамотой Министерства высшего и среднего специального образования БССР, грамотой Верховного Совета БССР.